# فدراسیون فوتبال کامبوج
فدراسیون فوتبال کامبوج نهاد اداره‌کنندهٔ فوتبال در کامبوج است. این نهاد در سال ۱۹۶۰ پایه‌گذاری شده و اکنون عضو کنفدراسیون فوتبال آسیا است. در حال حاضر ریاست این نهاد بر عهدهٔ سوخا سائو می‌باشد.

## بازی با ایران
در تاریخ 18 مهر 1398 در دیدار مقدماتی جام ملتهای آسیا 2023 و جام جهانی 2022 قطر تیم ملی فوتبال بزرگسالان کامبوج با نتیجه 14 بر صفر به ایران بازی را واگذار نمود.